# 天主教温尼伯总教区
天主教溫尼伯總教區（拉丁語：Archidioecesis Vinnipegensis）是加拿大一個羅馬天主教總教區，直屬教廷。是加拿大唯一一個直屬教廷的教區。
總教區範圍包括馬尼托巴西南部。2010年有教友166,000人，佔轄區總人口23.5%。教區下轄九十二個堂區，有八十六名司鐸。現任總主教為詹姆斯·弗農·韋斯格伯。
1915年12月4日升為總教區。